# Festival CiBRA
El Festival del Cine y la Palabra (CiBRA), es una muestra cinematográfica y literaria celebrada anualmente en Toledo, España. 
Basado en cine y literatura, como su nombre indica, se proyectan películas basadas en guiones adaptados a una obra, cuyo soporte anterior haya sido una novela, ensayo, teatro, o gráfico como en el cómic.

## Historia

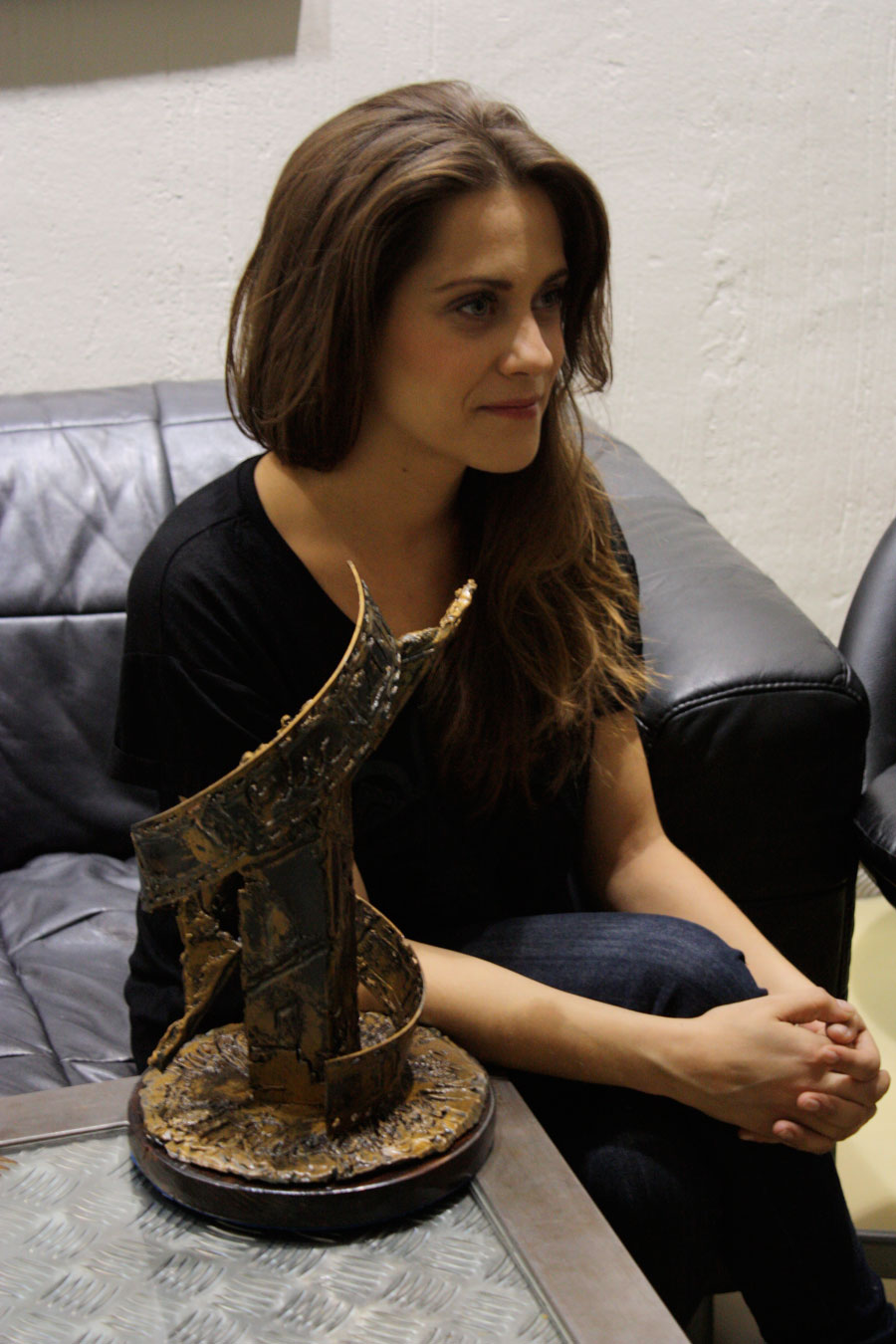
María León con el premio a la mejor interpretación del Festival del Cine y la Palabra (CiBRA) 2011 por su papel en La voz dormida.

El CIBRA nació en La Puebla de Montalbán (Toledo) en el año 2009 y desde ese momento ha albergado, junto con la ciudad de Toledo, las nueve ediciones que se han celebrado hasta la fecha. Los escenarios del Teatro Rojas, el Museo Sefardí o el Palacio de Congresos en Toledo han visto cómo se han desarrollado talleres, conferencias, exposiciones, conciertos y, cómo no, películas con una excepcional acogida por el público asistente.
CiBRA se sustenta en varios pilares básicos entre los que se encuentran la cultura, la educación y la concienciación social y en valores.

## Sección oficial
| Año  | Premiados                                                   |
| ---- | ----------------------------------------------------------- |
| 2017 | "El autor" de Manuel Martín Cuenca                          |
| 2016 | "El hombre de las mil caras" de Alberto Rodríguez           |
| 2015 | "La novia" de Paula Ortiz                                   |
| 2014 | "El niño" de Daniel Monzón                                  |
| 2013 | "En solitaire" de Christophe Offenstein                     |
| 2012 | "Operación E" de Miguel Courtois                            |
| 2011 | "Los muertos no se tocan, nene" de José Luis García Sánchez |
| 2010 | "Vivir para siembre" de Gustavo Ron                         |
| 2009 | "Luna caliente" de Vicente Aranda                           |

## Sección Carlos Blanco a Mejor Guion
| Año  | Premiado                                                                      |
| ---- | ----------------------------------------------------------------------------- |
| 2017 | "Verano 1993" de Carla Simón                                                  |
| 2016 | "Que Dios nos perdone" de Isabel Peña y Rodrigo Sorogoyen                     |
| 2015 | "Ma Ma" de Julio Medem                                                        |
| 2014 | "Ocho apellidos vascos" de Borja Cobeaga y Diego San José                     |
| 2013 | "Las brujas de Zugarramurdi" de Álex de la Iglesia y Jorge Guerricaechevarria |

## Premio Alice Guy
| Año  | Premiado en el ámbito del cine                  | Premiado en cualquier otro ámbito         |
| ---- | ----------------------------------------------- | ----------------------------------------- |
| 2019 | Belén Rueda (Actriz)                            | Almudena Cid (Gimnasta rítmica)           |
| 2018 | Elenco de Te doy mis ojos                       | Almudena Grandes (Escritora)              |
| 2017 | Cayetana Guillén Cuervo (Actriz y presentadora) | Martirio (Cantante)                       |
| 2016 | Ana Belén (Actriz y cantante)                   | Gemma Mengual (Nadadora sincronizada)     |
| 2015 | Isabel Coixet (Cineasta)                        | Laurel Hester (Activista por la igualdad) |
| 2014 | Marisa Paredes (Actriz)                         | Victoria Subirana (Pedagoga y activista)  |
| 2013 | Samira Makhmalbaf (Cineasta)                    | Dulce Chacón (Escritora)                  |
| 2012 | Josefina Molina (Pionera del cine español)      | Ana Pastor (Periodista)                   |